# AMX-13 VCI
L'AMX-13 VCI, anche noto come AMX-VCI, AMX-12 o Model 1956, è un veicolo da combattimento della fanteria sviluppato in Francia a partire dal 1956. È un derivato del carro armato leggero AMX-13.
Fu uno dei primi modelli della categoria dei veicoli da combattimento della fanteria e, insieme al tedesco-occidentale HS.30 progettato nel medesimo periodo, il primo della sua categoria ad essere sviluppato in un paese dell'Europa occidentale. Con circa 3.400 esemplari prodotti dalle fabbriche francesi (anche in varie versioni migliorate e per compiti specifici), l'AMX-13 VCI è stato adottato come mezzo standard della fanteria meccanizzata dall'Armée de terre francese, venendo rimpiazzato negli anni 1970 dal più moderno AMX-10P; il veicolo conobbe un buon successo internazionale venendo esportato in svariate nazioni della NATO (Belgio, Italia e Paesi Bassi), dell'America Latina e dell'Asia, presso alcune delle quali è ancora in servizio.

## Storia

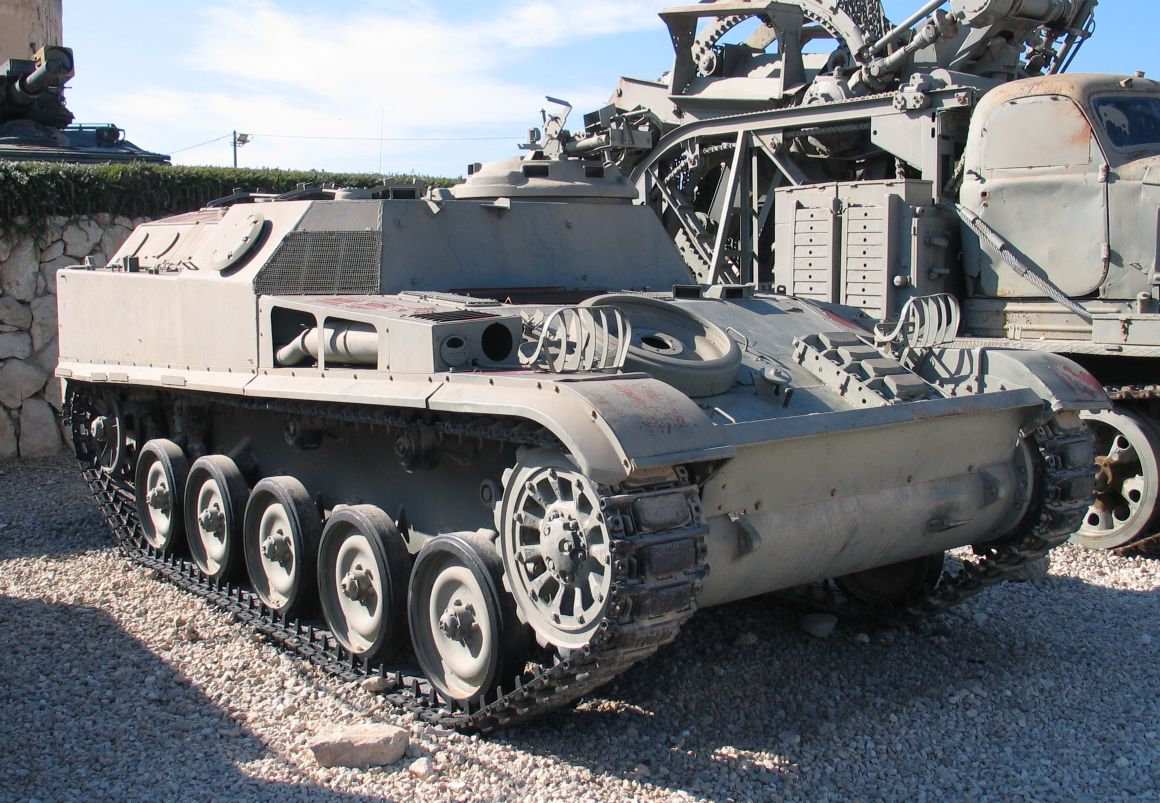
Un AMX-13 VCI esposto al museo dei mezzi corazzati di Latrun in Israele

Nel 1948 la ditta francese GIAT Industries (oggi Nexter) sviluppò e mise in produzione per l'Armée de terre un carro armato leggero aviotrasportabile, divenuto l'AMX-13; il mezzo ebbe un buon successo, venendo adottato in numerosi esemplari in patria e conoscendo una notevole diffusione all'estero.
Dal compatto scafo dell'AMX-13 iniziarono a essere sviluppate una serie di varianti e mezzi speciali tra cui (all'inizio degli anni 1950) la variante trasporto truppe, ottenuta sbarcando la torretta del carro originale e realizzando sul retro del mezzo un ampio scomparto chiuso. I primi prototipi dell'AMX-13 VTT (dal francese Véhicule de Transports de Troupes, "veicolo trasporto truppe"), poi divenuto AMX-13 VCI (Véhicule de Combat d'Infanterie, "veicolo da combattimento della fanteria"), furono assemblati nel 1955, con la produzione in serie iniziata nel 1957.
Inizialmente la produzione del mezzo fu assegnata all'arsenale militare di Roanne, ma fu in seguito riassegnata agli impianti della Creusot-Loire di Chalon-sur-Saône; la produzione, proseguita fino agli anni 1970, portò all'assemblaggio di un totale di 3.400 veicoli.

## Tecnica

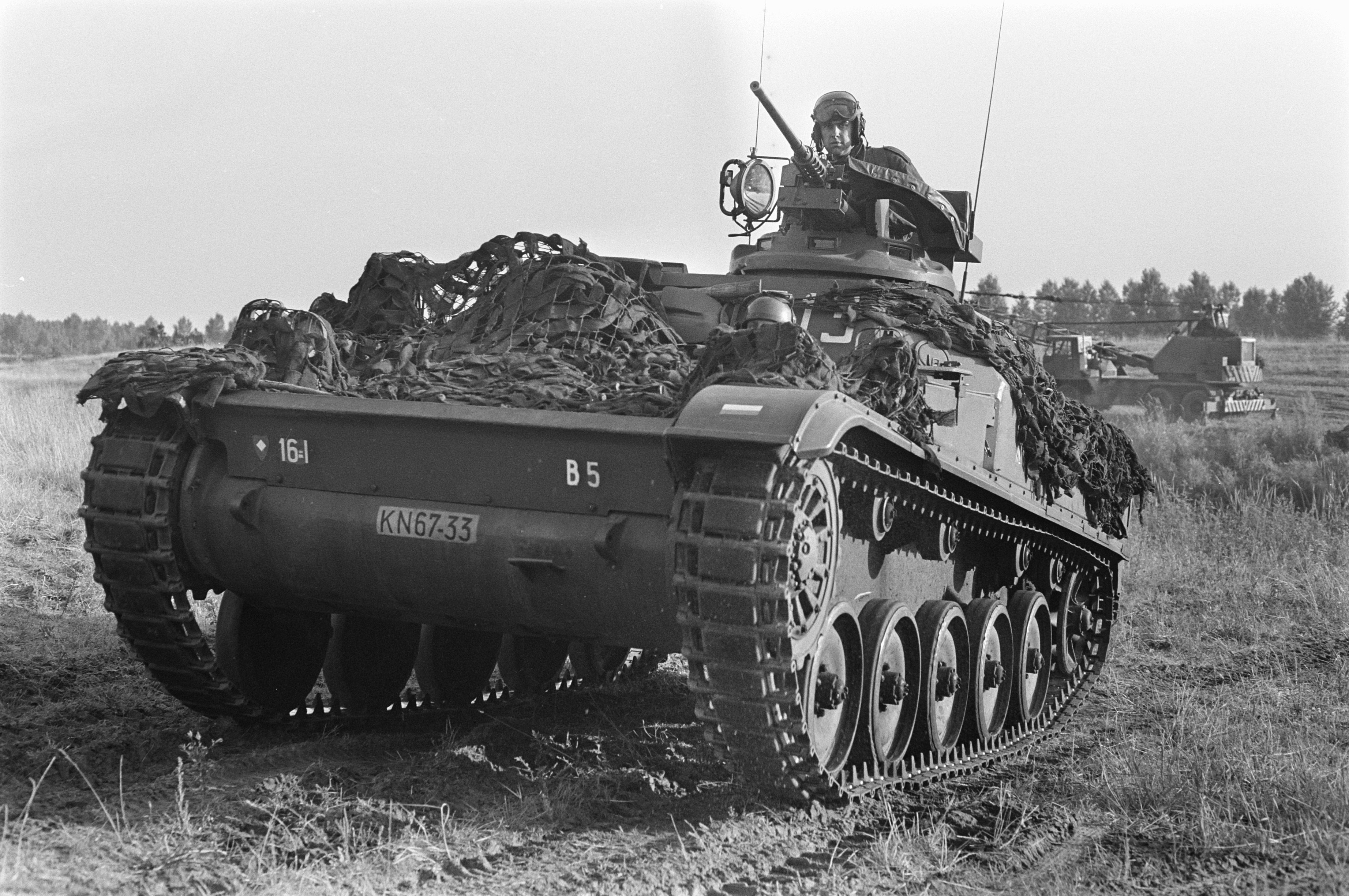
Un AMX-13 VCI dell'Esercito olandese in manovra fuoristrada nel 1968

Lo scafo dell'AMX-13 VCI è lungo 5,7 metri, largo 2,67 metri e alto 2,41 metri, con una luce da terra di 0,48 metri; il peso in ordine di combattimento si aggira sulle 11,5 tonnellate. Il treno di rotolamento è composto da cinque ruote portanti in acciaio, una ruota motrice anteriore e una di rinvio posteriore, con quattro rulli guidacingolo superiori; un sofisticato sistema di sospensioni a barre di torsione, bracci oscillanti con tamponi paracolpi e ammortizzatori idraulici (uno per ciascuna ruota portante tranne quella centrale) conferisce al mezzo ottime prestazioni fuoristrada, con la capacità di superare pendenze del 60%, gradini alti 0,65 metri e trincee larghe 1,6 metri. L'AMX-13 VCI non è anfibio, ma può superare un guado profondo fino a un metro.

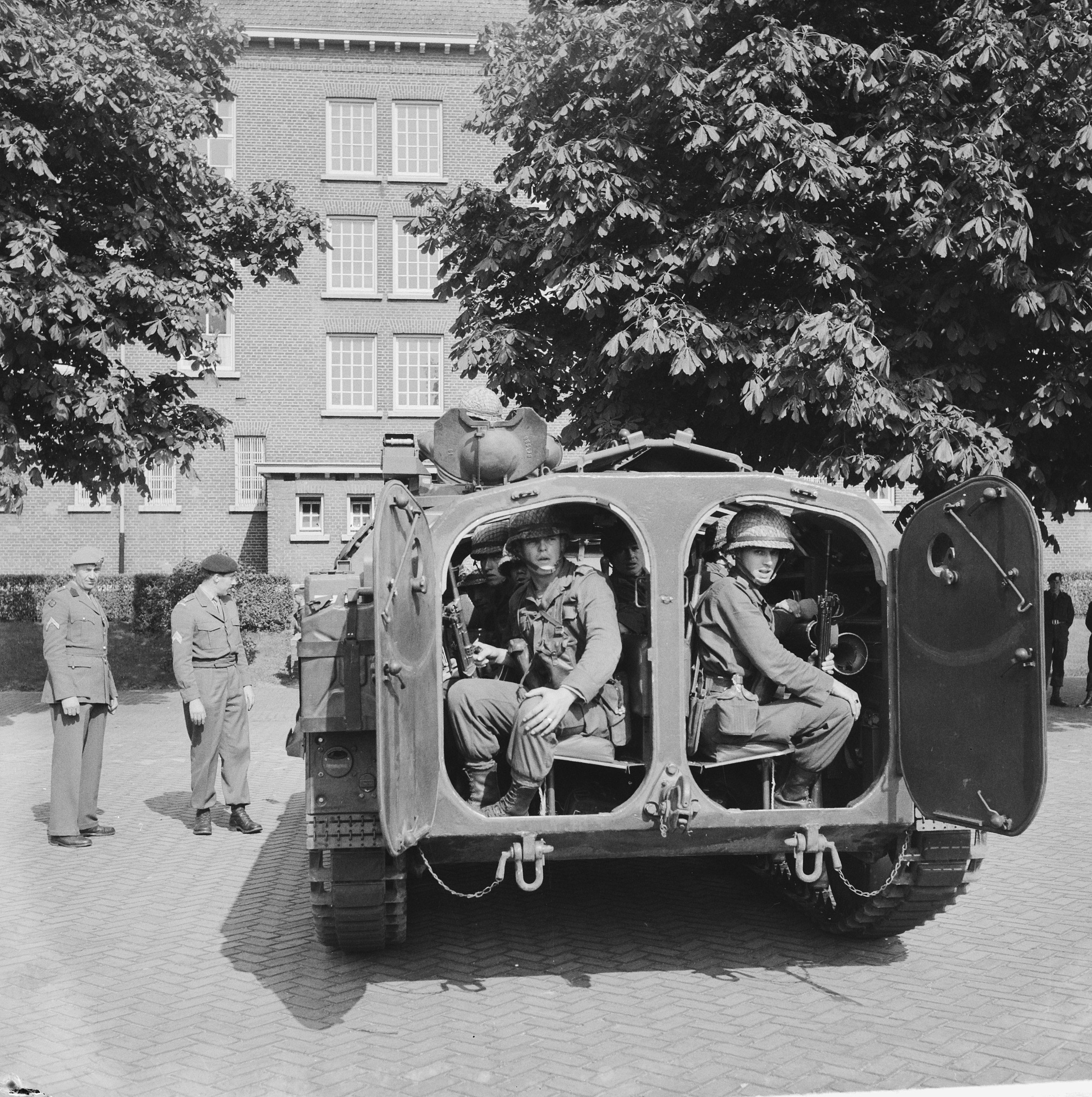
Fanti olandesi a bordo di un AMX-13 VCI nel 1962

Il motore originario era un SOFAM alimentato a benzina, con una potenza di 245 cavalli; le prestazioni vedevano una velocità massima di 60 km/h e un'autonomia su strada di 300-360 chilometri. I modelli più recenti del mezzo furono poi dotate di un motore diesel Detroit Diesel modello 6V-53T, che fece salire la velocità massima a 64 km/h e l'autonomia su strada a 500 chilometri.
Il motore, come sul carro AMX-13 originario, è collocato anteriormente nello scafo, con il pilota seduto al fianco di esso sul lato sinistro del mezzo; alle spalle di esso vengono poi gli alloggiamenti per gli altri due membri dell'equipaggio (il mitragliere sulla sinistra e il comandante/operatore radio sulla destra), e quindi il vano trasporto truppe capace di ospitare fino a dieci soldati completamente equipaggiati. L'accesso al vano di carico è garantito da due portelli rettangolari sul retro del mezzo e quattro portelli laterali (due per lato), oltre a una botola circolare per il mitragliere e una per il posto di pilotaggio; un totale di sei feritoie (due per lato e due sui portelli posteriori) consente ai soldati ospitati nel vano di carico di fare fuoco con le loro armi leggere dall'interno del mezzo. La visuale all'esterno è data da due iposcopi fissi sopra la postazione del pilota e da cinque iposcopi fissi disposti attorno alla botola del comandante.
L'armamento originario del mezzo era rappresentato da una mitragliatrice AA-52 in calibro 7,62 mm o una mitragliatrice Browning M2 calibro 12,7 mm; l'arma era installata su un perno in una postazione scoperta sopra la botola del mitragliere, con un ampio settore di tiro in alzo (da -10° a +78°) che ne consentiva l'impiego anche in funzione antiaerea. Vari modelli modernizzati sostituirono poi la postazione scoperta dell'arma con una piccola torretta monoposto chiusa; alcuni degli ultimi modelli del mezzo videro la sostituzione della mitragliatrice con un più potente cannone automatico da 20 mm. La corazzatura, realizzata in alluminio balistico, raggiunge uno spessore massimo di 30 mm.

## Versioni

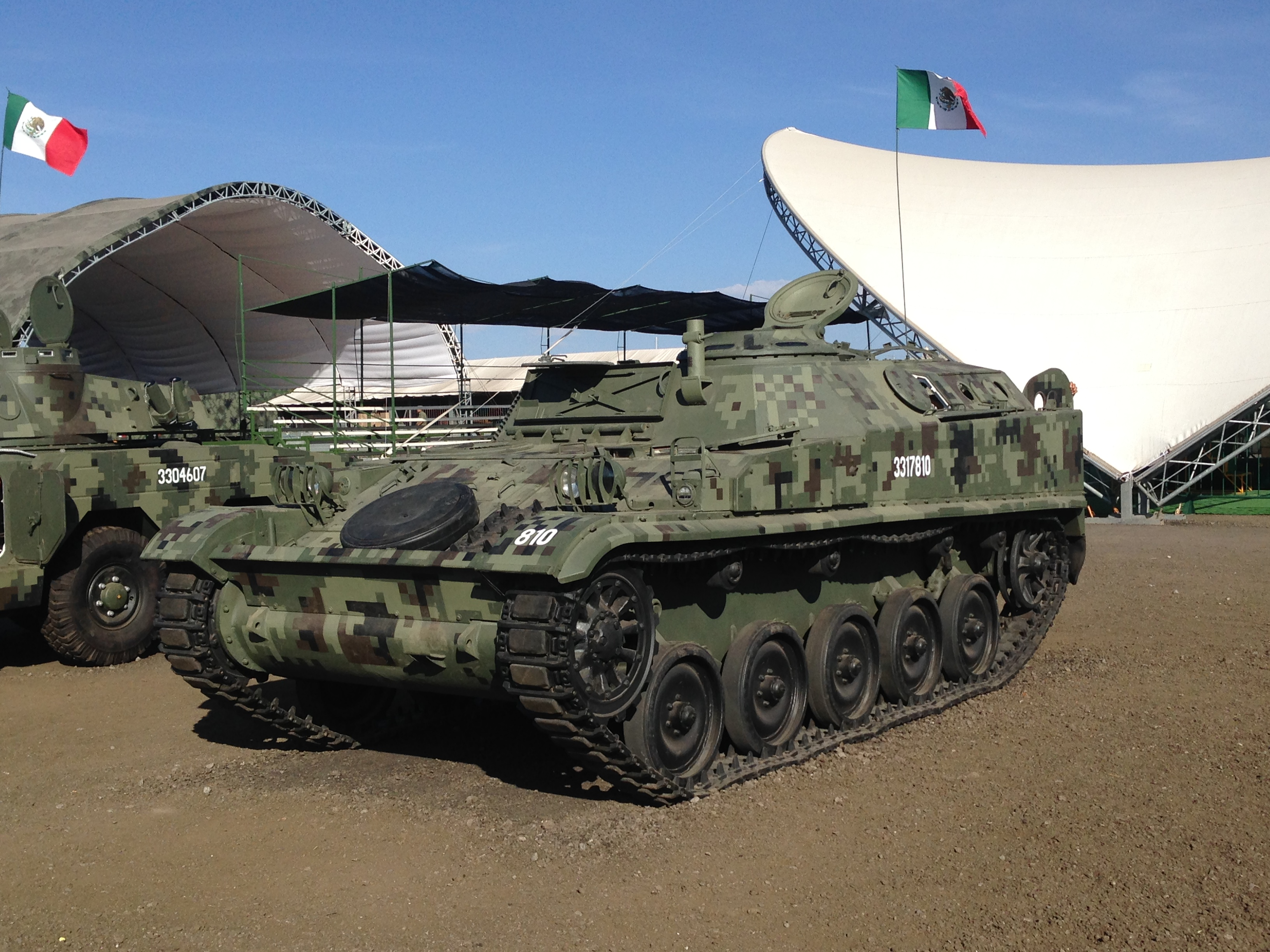
Un AMX-13 VCI messicano fotografato nel 2018

Nel corso della sua lunga carriera, il progetto dell'AMX-13 VCI è stato più volte modificato per dare vita a versioni modernizzate o varianti specializzate del mezzo. Oltre alle versioni modernizzate sotto il profilo della motorizzazione e dell'armamento, modifiche varie hanno portato allo sviluppo di varianti per compiti specifici:
- veicolo posto di comando (AMX-PC), dotato di sistemi di comunicazione più avanzati;
- veicolo di controllo del tiro per l'artiglieria (AMX-RATAC), dotato di sistemi radar per l'acquisizione dei bersagli;
- ambulanza corazzata (AMX-VTB);
- veicolo da combattimento del genio (AMX-VCG), dotato di una lama da bulldozer, una gru e un argano idraulico oltre a vari equipaggiamenti del genio[6];
- mezzo da trasporto materiali;
- veicolo porta-mortaio (AMX-VCPM);
- veicolo lanciamissili, armato con missili anticarro Nord SS-11.

## Utilizzatori

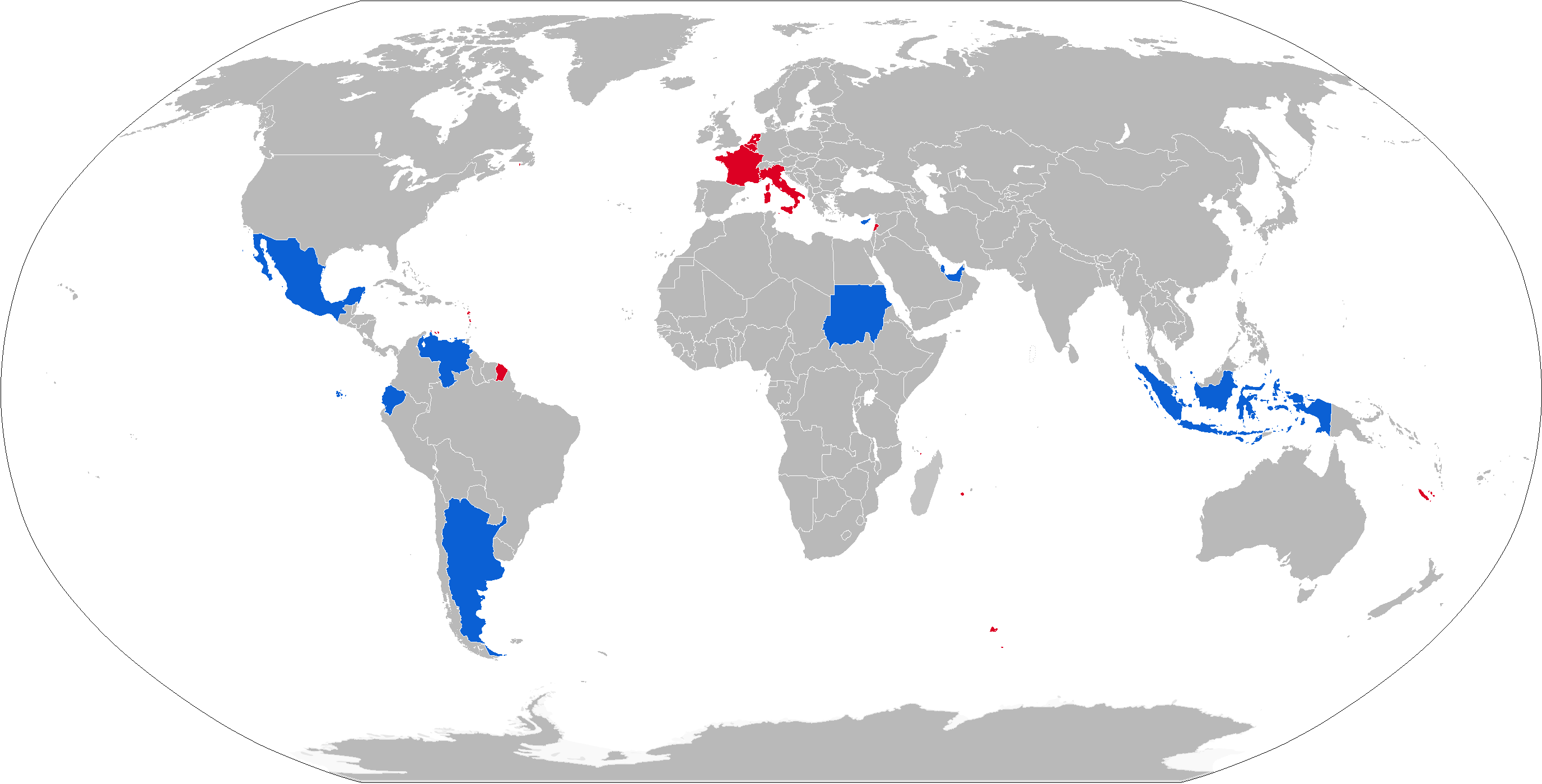
Le nazioni utilizzatrici dell'AMX-13 VCI: in blu quelle attuali, in rosso quelle passate.

### Attuali
Argentina
- In servizio con l'Ejército Argentino in circa 30 esemplari[3].

 Cipro
- In servizio con la Guardia nazionale cipriota in sedici esemplari[3].

 Ecuador
- In servizio con l'Ejército Ecuatoriano in 60 esemplari[3].

 Emirati Arabi Uniti
- In servizio con l'Esercito degli Emirati Arabi Uniti in sei esemplari[3].

 Indonesia
- Acquistò circa 200 esemplari negli anni 1960 per il Tentara Nasional Indonesia-Angkatan Darat, alcune decine sono ancora in servizio[3].

 Messico
- In servizio con l'Ejército Méxicano in 406 esemplari, mezzi di seconda mano ceduti dal Belgio[3].

 Qatar
- In servizio con l'Esercito del Qatar in 33 esemplari[3].

 Sudan
- In servizio con le Forze armate sudanesi in cinque esemplari[3].

 Venezuela
- In servizio con l'Ejército Nacional de la República Bolivariana de Venezuela in 25 esemplari[3].

### Passati
Belgio
- Acquistò a partire dal 1969 più di 550 esemplari del mezzo per l'Esercito belga, comprese varie varianti specializzate, per rimpiazzare il trasporto truppe statunitense M75 all'epoca in servizio; l'AMX-13 VCI fu a sua volta rimpiazzato nel corso degli anni 1980 da veicoli statunitensi M113 e AIFV[7].

 Francia
- In servizio con l'Armée de terre dal 1957, a partire dal 1973 fu progressivamente ritirato venendo rimpiazzato dal più moderno AMX-10P[1].

 Italia
- Nel 1960 acquistò dalla Francia 509 esemplari del mezzo (anche nelle versioni posto di comando e trasporto materiali) per rimpiazzare i semicingolati dell'epoca della seconda guerra mondiale ancora in uso nei reparti meccanizzati dell'Esercito Italiano; poco apprezzato a causa della sua meccanica complessa e di difficile riparazione, rimase in linea solo pochi anni e a partire dal 1964 fu rimpiazzato dall'M113 statunitense[2].

 Libano
- Ricevette tra il 1971 e il 1990 circa 75 esemplari di surplus dalle dotazioni dell'Armée de terre per equipaggiare le unità dell'Esercito libanese[3]; i mezzi sono ormai stati sostituiti dall'M113 e dall'AIFV.

 Paesi Bassi
- Acquistò a partire dal 1963 circa 600 esemplari del mezzo (anche in varie versioni specializzate) per equipaggiare i reparti meccanizzati del Koninklijke Landmacht; gli esemplari in servizio furono rimpiazzati a partire dal 1978 con lo YPR 765 (versione olandese dell'AIFV)[8].